# 西南官話

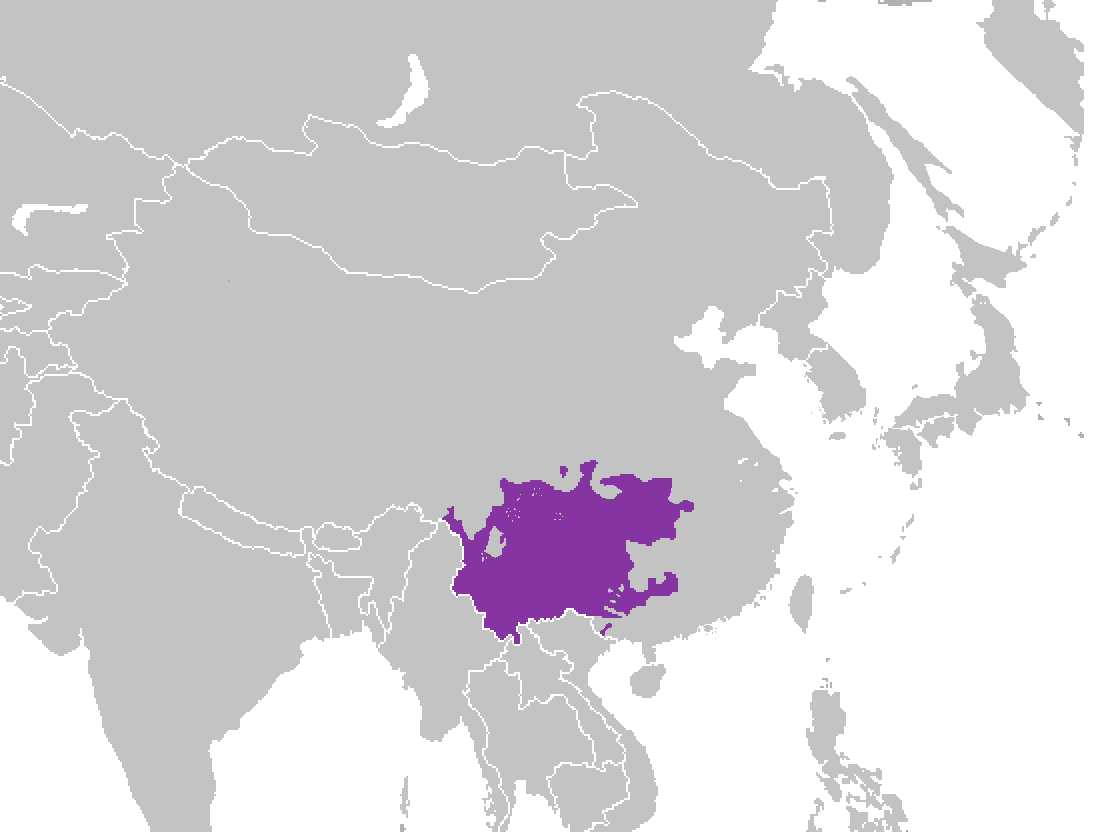

西南官話（せいなんかんわ、簡体字: 西南官话、英語：Southwestern Mandarin）は、中国語の方言の一種で、中国西南部の四川省、重慶、雲南省、貴州省の大部分の地区、湖北省の西部、湖南省の北西部、広西壮族自治区、陝西省南部、甘粛省南部、江西省の一部分、ミャンマーのコーカン特区で話されている。上江官話、上江方言とも呼ばれる。
西南官話は中国語の方言の中で話者人口が最も多く、使用地区の面積も最も広い方言である。統計によれば、西南官話の話者人口はおよそ2億人で、全国の人口の5分の1を占め、北方方言（官話）の話者人口の3分の1を占める。これは湘語、粤語、閩語の話者人口の総数に相当する。

## 下位方言
下位方言として以下の12個が挙げられる。
- 成渝片
- 滇西片
- 黔北片
- 昆貴片
- 灌赤片
- 鄂北片
- 武天片
- 岑江片
- 黔南片
- 湘南片
- 桂柳片
- 常鶴片

## 音韻

### 声母

#### 北京官話との差異
- 基本的に他の官話方言と同様に、清音と濁音の区別が存在しない。ただし湖南省の一部の地区の西南官話では区別する。

- 唇歯音fと軟口蓋音x（ピンイン「h」）を区別しない。

- 歯茎鼻音nと歯茎音lを区別しない。

- 多くの地域では歯茎音s, ʦ, ʦʰとそり舌音ʂ,ʐ,ʈʂ, ʈʂʰの区別が存在しない。ただしある限られた地域では北京官話のように歯茎音とそり舌音を厳密に区別する 。

### 韻母
- 両唇鼻音mは完全に[n]に合流する。

- 一部の場合を除き、歯茎鼻音nと軟口蓋鼻音ŋを区別する。西南官話の軟口蓋鼻音ŋ末尾はピンイン「i」,「e」の後ろでは保たれず、 歯茎鼻音nと発音される。ピンイン「b」「p」「m」「f」の後の「eng」は「ong」と発音される。

### 声調
- 多数の地域は他の大部分の官話と同様に、陰平、陽平、上声、去声の計四つの声調を持つが、古代入声は北京官話と違い、全て陽平に変化した。他のおよそ三分の一の地区では依然として入声が保存されている。

## 参考項目
- 中国語
- 官話
  - 北京官話
  - 東北官話
  - 冀魯官話
  - 膠遼官話
- 巴蜀語 - 西南官話が広まる以前に四川省一帯で話されていた中国語。